# 9661 Гоман
9661 Гоман (9661 Hohmann) — астероїд головного поясу, відкритий 18 березня 1996 року.
Тіссеранів параметр щодо Юпітера — 2,968.